# Femme Fatale (bier)
Femme Fatale is een Belgisch bier.
Het bier wordt gebrouwen door Brouwerij De Leite te Ruddervoorde.
De naam en het etiket van het bier zijn bedacht door kunstenaar Rik Vermeersch.
Femme Fatale is een goudkleurig bier van hoge gisting met een alcoholpercentage van 6,5%. Het is het eerste bier van Brouwerij De Leite en werd gelanceerd in 2008.